# ディーデ・デ・グロート
ディーデ・デ・グロート（Diede de Groot, 1996年12月19日 - ）は、オランダ・ユトレヒト州ウールデン出身の車いすテニス選手である。
これまで四大大会で41回優勝し（単22、複19）、2021年にはシングルスで、四大大会、東京パラリンピックを優勝し女子ではエステル・フェルヘール以来となる年間ゴールデンスラムを達成、さらにNEC車いすテニスマスターズも優勝し、車いすテニス史上初の年間スーパースラムを達成した。翌2022年には、テニスのあらゆる部門で"防衛"し、2年連続で年間グランドスラムを達成した。2023年も全てのグランドスラムで優勝し3年連続で年間グランドスラムを達成した。また、ダブルスにおいても、アニーク・ファン・クートと組み、2019年に年間グランドスラムを達成している。メジャータイトルの他に、2016年から2018年にかけて単複ともに車いすテニスマスターズで複数回優勝し、東京パラリンピックで単複ともに金メダルを獲得した。さらに、オランダチームの一員として2011年から2019年の間にワールドチームカップで8回優勝した。
2021年の全豪から負け知らずだったが、2024年5月のBNPパリバ・ワールドチームカップでリー・シャオフイ（中国）に3-6、2-6で敗れて連勝記録が「145」で止まる。

## 四大大会
略語の説明
| W | F | SF | QF | #R | RR | Q# | LQ | A | Z# | PO | G | S | B | NMS | P | NH |

W=優勝, F=準優勝, SF=ベスト4, QF=ベスト8, #R=#回戦敗退, RR=ラウンドロビン敗退, Q#=予選#回戦敗退, LQ=予選敗退, A=大会不参加, Z#=デビスカップ/BJKカップ地域ゾーン, PO=デビスカップ/BJKカッププレーオフ, G=オリンピック金メダル, S=オリンピック銀メダル, B=オリンピック銅メダル, NMS=マスターズシリーズから降格, P=開催延期, NH=開催なし.

### シングルス
| 四大大会       |    |   |   |    |   |   |   |    |    |       |     |
| 全豪オープン   | QF | W | W | QF | W | W | W | W  | A  | 6 / 8 | 75% |
| 全仏オープン   | QF | F | W | SF | W | W | W | W  | 1R | 5 / 9 | 56% |
| ウィンブルドン | W  | W | F | NH | W | W | W | W  | QF | 6 / 8 | 75% |
| 全米オープン   | F  | W | W | W  | W | W | W | NH |    | 6 / 7 | 86% |

### ダブルス
| 四大大会       |    |   |   |    |    |   |   |    |    |       |     |
| 全豪オープン   | F  | F | W | F  | W  | W | W | W  | A  | 5 / 8 | 63% |
| 全仏オープン   | SF | W | W | W  | W  | W | F | W  | QF | 6 / 9 | 67% |
| ウィンブルドン | F  | W | W | NH | SF | F | W | F  | SF | 3 / 8 | 38% |
| 全米オープン   | W  | W | W | F  | W  | W | F | NH |    | 5 / 7 | 71% |

## 受賞・評価
- 2018年 - 女子車いすテニス部門でITF世界チャンピオンに選出[4]
- 2019年 - ローレウス世界スポーツ賞年間最優秀障害者選手賞（英語版）ノミネート[5]
- 2024年 - ローレウス世界スポーツ賞年間最優秀障害者選手賞受賞[6]